# SG IJmond
SG IJmond (afgekort als SGY) is een startgemeenschap, opgericht op 1 augustus 2004 tussen de Velser Zwem Vereniging (VZV) uit IJmuiden en de Kennemer Zwemclub (KZC) uit Beverwijk. Beide kennen een rijke historie van gezamenlijk meer dan 135 jaar waterpolo. SGY was aangesloten bij de nationale zwembond KNZB. Bij SGY werd alleen waterpolo gespeeld. Bij de twee verenigingen die deel uitmaken van de startgemeenschap werd naast waterpolo nog leszwemmen en wedstrijdzwemmen beoefend. 

## Einde samenwerking
In 2009 kwam een einde aan de samenwerking. Een verschil in visie lag ten grondslag aan deze scheiding: VZV ambieerde topwaterpolo en stuurde aan op participatie in TWZ (Top Waterpolo Zaanstreek). Zo'n 15 van origine VZV spelers/speelsters werden aan de TWZ selecties afgevaardigd en speelden op het hoogste niveau van Nederland. KZC zag geen toekomst in een samenwerking met TWZ. Ondanks het stopzetten van de samenwerking met TWZ, wisten beide verenigingen de op bestuurlijk niveau ontstane kloof niet te dichten en leidde e.e.a. in april 2009 tot een definitieve breuk. 

## Startgemeenschap
De startgemeenschap IJmond is ontstaan nadat beide verenigingen qua groei in ledental het werkbare maximum hadden bereikt. Doordat verdere groei met de eigen middelen niet mogelijk bleek, stond dit de sportieve progressie in de weg en werden de handen ineen geslagen. Aanvankelijk werd alleen aangevangen met drie senioren damesteams die als startgemeenschap uitkwamen in de reguliere waterpolocompetitie. In het seizoen 2005-2006 gingen de volledige waterpoloafdelingen samen. Er werd getraind en gespeeld in Zwembad De Heerenduinen te IJmuiden en het Sportfondsenbad Beverwijk.

## Succesvolle jeugdopleiding
In het eerste jaar van de volledige fusie kwam SGY met liefst 24 waterpoloteams uit in alle afdelingen van de reguliere waterpolocompetitie. SGY ambieerde prestatie en succes in een goede balans met recreatie en plezier: Topsport hand in hand met Breedtesport. SGY had een zeer succesvolle en landelijk aanzien genietende jeugdopleiding waarin jeugdige spelers onder intensieve begeleiding van gekwalificeerde trainers werden opgeleid tot volleerde waterpolospelers. Diverse jeugdleden trainden 8 tot 10 uur per week. 

## Nationale titels
In het eerste jaar van de volledige fusie won het jongens waterpoloteam tot 17 jaar zilver op het Nederlands Kampioenschap. Het meisjes waterpoloteam tot 14 jaar won zelfs goud op de open Nederlandse Kampioenschappen. In het daarop volgende seizoen 2006-2007 werden de meisjes tot 16 jaar 4e van Nederland en behaalden zilver in de Landelijk Jeugd Competitie (LJC). Jongens tot 18 jaar werden in de LJC zelfs Landskampioen in hun eigen leeftijdscategorie. In twee seizoenen dus al twee landstitels voor de jeugd van SG IJmond! In de jaren die daarop volgden werden geen landstitels meer behaald, maar de jeugd acteerde nog altijd op het hoogste niveau en stootte bij Landskampioenschappen telkens weer door tot de laatste 4.

## Regionale- en nationale selectie
Tot op heden bezetten de vele jeugdteams van SGY de hoogste plaatsen in de reguliere competitie. Jaarlijks komen in totaal gemiddeld 15 tot 20 jeugd spelers/speelsters uit in de regionale selecties van de Kring Noord-Holland. Vele jeugdspelers/speelster en één jeugdkeepster maakten tevens deel uit van de Nederlandse Waterpoloselectie Jong Oranje. Na het ontstaan van de competitie voor regionale opleidingscentra werd de Kring NH in seizoen 2008-2009 vervangen door het WOC. Liefst 7 speelsters en 2 trainers, allen van origine VZV leden, maakten deel uit van het meisjesteam <17 van WOC Noord-Holland. In het eerste jaar van deze competitie veroverden zij meteen de nationale titel.

## Heren- en damesselectie van SGY
Het eerste en het tweede herenteam van SGY speelden respectievelijk in de derde en vierde klasse Bond. Laatste Herentrainer en coach was Marcel Tabbers, sinds seizoen 2008-2009. De Heren werden daarvoor ook getraind door Hans Hoogerheijde, Ron Arendshorst, Thijs Bakker (interim) en Guus van Thiel. 
Het eerste en het tweede damesteam speelden in respectievelijk de tweede klasse Bond en eerste klasse district. Laatste Damestrainer en coach was Guus van Thiel, sinds seizoen 2006-2007. Voor de komst van Guus van Thiel heeft Thijs Bakker het team één seizoen getraind en gecoacht. Overigens speelde het eerste damesteam in het laatste seizoen als TWZ 3 in de competitie.